# توربین بادی

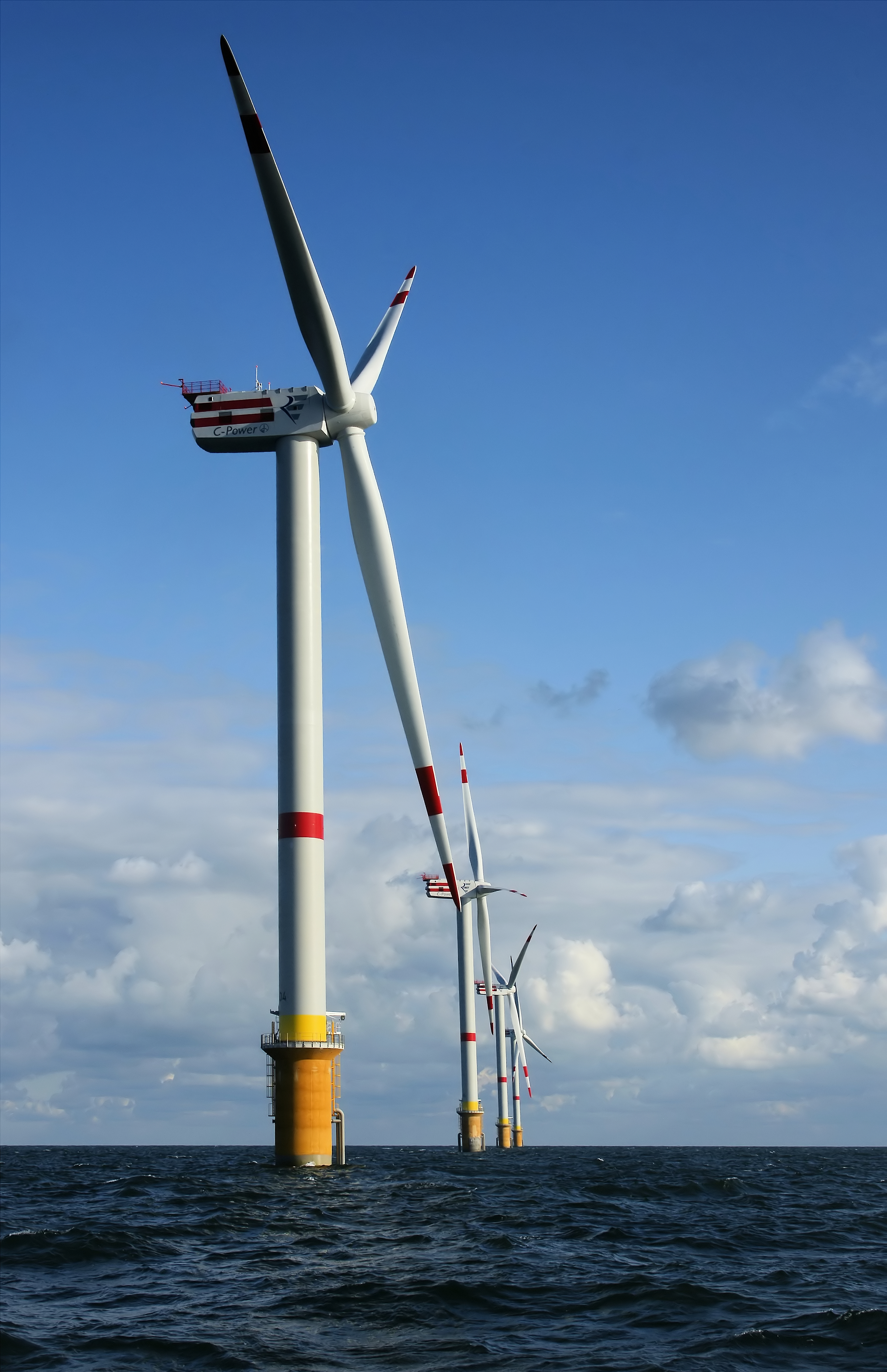
توربین‌های بادی ۵ مگاواتی در یک نیروگاه بادی در سواحل دریای شمال نزدیک بلژیک (نیروگاه بادی دریایی)

توربین بادی  یا بادگرد به توربینی گفته می‌شود که برای تبدیل انرژی جنبشی باد به انرژی مکانیکی یا الکتریکی به کار می‌رود که توان بادی نام  دارد و در دو نوع با محور افقی و با محور عمودی ساخته می‌شوند.
توربین‌های بادی کوچک برای کاربردهایی مانند شارژ کردن باتریها یا توان کمکی در قایق‌های بادبانی مورد استفاده قرار می‌گیرند، در حالی که توربین‌های بادی بزرگ‌تر با چرخاندن ژنراتور، و تبدیل انرژی مکانیکی به انرژی الکتریکی، به عنوان یک منبع تولید انرژی الکتریکی به‌شمار می‌روند. انواع دیگری از توربین‌های بادی وجود دارد که برای پمپ کردن آب استفاده می‌شود که به آن پمپ بادی می‌گویند یا برای آسیاب گندم به کار می‌رود که آسیاب بادی نام دارد و موارد دیگری که هر کدام نام خاص خودشان را دارند.

## تاریخچه

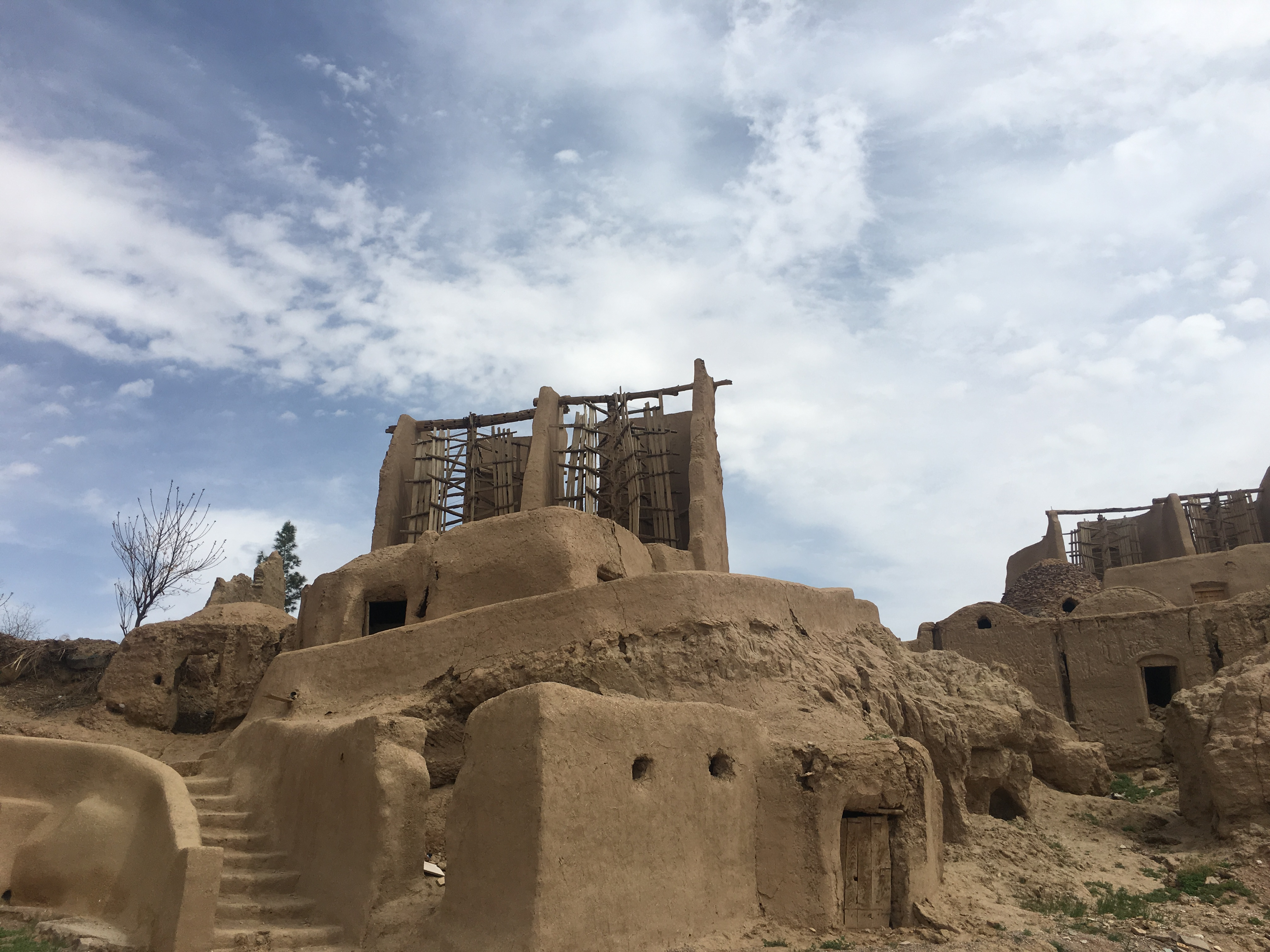
توربین‌های بادی (آسیاب بادی) نشتیفان در استان خراسان رضوی ، ایران.

آسیاب عمودی که بین قرون ۷-۹ میلادی در ایران اختراع شده است

اولین نیروگاه‌های بادی عملی شناخته شده در جهان در قرن هفتم میلادی و در خواف ، یکی از استان‌های شرقی ایران ساخته شد. این «آسباد»ها آسیاب‌های بادی محور عمودی بودند که دارای محورهای محرک عمودی بلند با تیغه‌های مستطیلی بودند. برای نخستین بار، ایرانیان موفق شدند با استفاده از نیروی باد، دلو (دولاب) یا چرخ چاه را به گردش درآورده و آب را از چاه‌ها به سطح مزارع برسانند.
توربین های بادی پانمون، اولین نوع توربین های بادی ابتدایی هستند که توسط مورخین باستانی و کهن از آن ها نام برده شده.
سفرنامه های متعددی از چینی ها، بودایی ها و جغرافیدانان اسلامی مثل علی بن حسین مسعودی و اصطخری به وجود چنین آسیاب بادی هایی در مناطق خواف، قوهستان، سیستان، نیمروز و دروازه دیلم( نواحی منجیل) اشاره کردند و از وجود آنها حیرت کردند. در نتیجه،  این امر بدیهی است که اکثر مورخین عرب مسلمان منشأ آسیاب بادی های اسلامی را از ایرانیان میدانند.
مکانیزم آسیاب بادی ایرانی (پانِمون):
این نوع آسیاب بادی، دارای یک محور عمودی و یک محور چرخشی افقی است که به محور عمودی متصل شده است، در حالی که تیغه های بادگیر به موازات باد حرکت می کنند. در حقیقت نقش این توربین تبدیل انرژی تابع سینوسی و خطی باد به انرژی مکانیکی تحت کنترل انسان است-> با استفاده از نیروی گریزنده از مرکز.
گسترش:
اولین نشانه از این آسیاب بادی هارا میشود در سفرنامه جهانگردان چینی در سفر به مناطق شرقی ایران کنونی در حدود قرن  از حدود قرن ۲ ق.م تا قرون ۲-۳ میلادی یافت. بعد ها به واسطه فتح بین النهرین توسط ایرانیان، امپراطوری بیزانس با این نوع مهندسی آشنا شده و در حدود قرن ۸-۹ میلادی شاهد ساخت آسیاب بادی هایی شبیه تر به شکل امروزی آنها هستیم.
پیدایش آسیاب‌های بادی در اروپا مربوط به سده‌های میانه است. نخستین مورد ثبت‌شده در مورد استفاده از آسیاب‌هاب بادی در انگلستان مربوط به سده‌های ۱۱ و ۱۲ میلادی است.

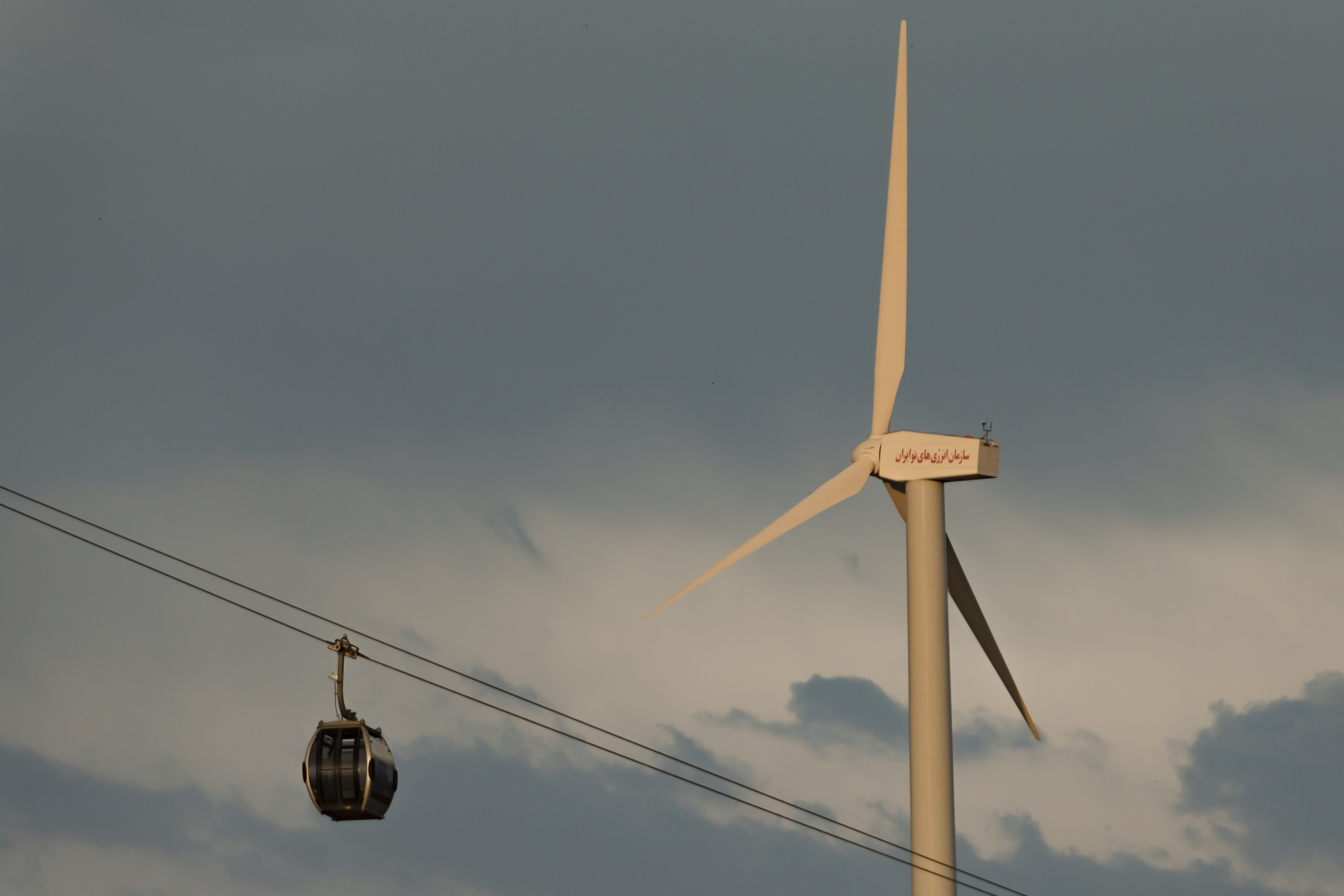
توربین بادی و تله کابین کوه عینالی شهر تبریز

نخستین توربین بادی با کاربرد تولید برق، یک ماشین شارژ باتری بود که در ژوئیه ۱۸۸۷ توسط یک مهندس اسکاتلندی به نام جیمز بلایث ساخته شد. چند ماه بعد، مخترع آمریکایی چارلز فرانسیس براش نخستین توربین باد خودکار را برای تولید برق در کلیولند در اوهایو ساخت. در سال ۱۹۰۸، ۷۲ توربین بادی با کاربرد تولید برق (بین ۵ تا ۲۵ کیلووات) در آمریکا فعال بودند. در دهه ۱۹۳۰، توربین‌های بادی کوچک برای تولید برق مورد نیاز مزارع در آمریکا، که هنوز سامانه سراسری توزیع برق راه‌اندازی نشده بود، بسیار متداول بودند. در پاییز سال ۱۹۴۱، نخستین توربین بادی در کلاس مگاوات در ورمانت راه‌اندازی شد. نخستین توربین بادی متصل به شبکهٔ برق در بریتانیا در سال ۱۹۵۱ در جزایر اورکنی ساخته شد.
در سال ۲۰۰۶ برای اولین بار در اتحادیهٔ اروپا رشد تولید برق از انرژی‌های نو بیش از رشد تولید برق از منابع فسیلی بود. از سال ۱۳۷۹ تا ۱۳۸۶ شمسی، ظرفیت تولید برق بادی جهان از ۱۸۰۰۰ مگاوات به ۹۲۰۰۰ مگاوات افزایش یافته‌است. از سال ۲۰۰۰ تاکنون این صنعت سالانه ۲۵٪ رشد کرده و هر سه سال دو برابر شده‌است و این در شرایطی است که رشد اقتصاد جهانی از یک تا دو درصد در سال بیشتر نیست.

### ظهور آسیاب بادی در اروپا
آسیاب بادی پس از گذشت پانصد سال از اختراع آن در خاورمیانه، تا قرن دوازدهم میلادی در اروپا ناشناخته بود. سربازانی که از جنگ‌های صلیبی به کشورشان بازمی‌گشتند، داستان‌هایی را دربارهٔ آسیاب‌های بادی نقل می‌کردند. اروپاییان با الهام از ایده استفاده از نیروی باد به عنوان نیروی محرکه، سرانجام نوع جدیدی از آسیاب بادی را اختراع کردند. در این نوع آسیاب بادی، همهٔ مجموعهٔ آسیاب بادی می‌توانست حول محور یک دیرک مرکزی بچرخد تا پره‌های آسیاب در جهت وزش باد قرار بگیرند. مدتی بعد، آسیاب‌های بادی ساده‌تری که به شکل یک برج پره دار بود، ساخته شد؛ در این نوع آسیاب بادی، فقط پره‌ها همراه جریان باد می‌چرخیدند. با گذشت زمان آسیاب‌های بادی به چشم‌اندازهای طبیعی حومه شهرهای اروپا تبدیل شد. در قرن دوازدهم میلادی هلندی‌ها از تلمبه‌های آب که به وسیله آسیاب‌های بادی کار می‌کرد، برای احیای بخش‌هایی از خشکی که زیر آب دریای شمال قرار گرفته بود، استفاده می‌کردند. یک قرن بعد، در بعضی از شهرهای فرانسه بیش از ۱۲۰ آسیاب بادی نصب شده بود. در هلند، در قرن هجدهم، بیش از ۷۰۰ آسیاب بادی در امتداد رودخانه زان احداث شده بود. البته این محصولات برای اولین بار جهت تنظیم هوا و پاکیزگی هوا تولید شده بودند که در ادامه به تولید برق آن پی برده و در این راستا مورد استفاده قرار گرفتند.

## مقایسه نیروی باد و نیروی آب
آسیاب‌های بادی مقایسه با آسیاب‌های آبی از امتیازهای بسیاری برخوردار بودند. اول آن که نیازی نبود که آسیاب‌های بادی نزدیک جریان آب احداث شوند. به علاوه اگر آب در زمستان یخ می‌زد، آسیاب‌های آبی از کار می‌افتادند در حالی که آسیاب‌های بادی به کار خود ادامه می‌دادند. امتیاز دیگر آسیاب‌های بادی این بود که رودخانه‌هایی که در کنار آن‌ها آسیاب‌های آبی ساخته می‌شد، معمولاً تخت نظارت مالکین و زمین داران قدرتمند قرار داشت و آن‌ها بودند که اجازه می‌دادند چه کسی حق احداث آسیاب آبی و آرد کردن گندم را داشته باشد. رواج آسیاب‌های بادی موجب رهایی مردم عادی از قید و بند مالکین شد.

## انواع توربین‌های بادی

یک توربین ساوونیوس که دارای محور عمودی است.

سه نوع اصلی توربین بادی

پرهٔ توربین‌های بادی می‌تواند به دور محور افقی یا عمودی دوران کند. توربین بادی با محور افقی، پیشینهٔ بیشتری داشته و امروزه هم بیشتر مورد استفاده قرار می‌گیرد. در مقابل، مزیت توربین بادی با محور عمودی، عدم حساسیت نسبت به جهت وزش باد و عدم نیاز به یک پایهٔ مرتفع است.

### توربین بادی با محور افقی

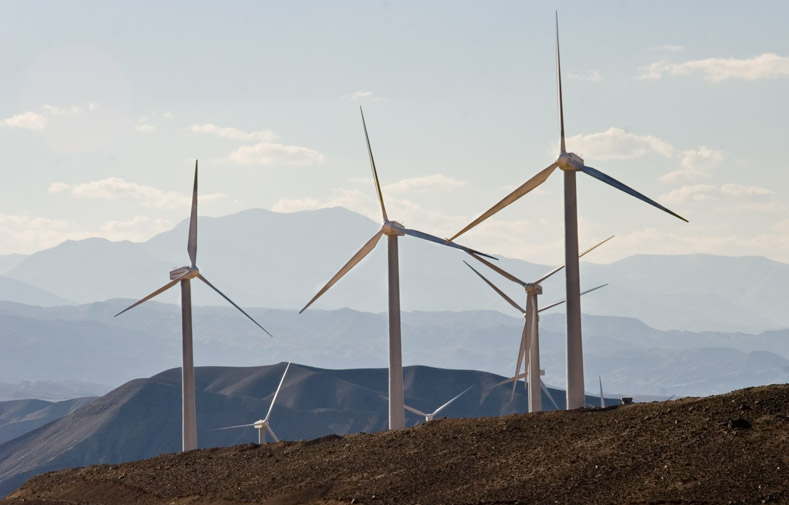
توربین‌های بادی در منجیل، ایران با محور افقی

در توربین‌های بادی با محور افقی (به انگلیسی: Horizontal Axis Wind Turbine) که به اختصار HAWT هم نامیده می‌شوند، روتور و ژنراتور الکتریکی در بالای یک برج بلند قرار گرفته و باید در راستای باد قرار گیرند. توربین‌های بادی کوچک برای تعیین جهت وزش باد از یک بادنمای ساده استفاده می‌کنند، ولی توربین‌های بزرگ‌تر معمولاً از یک سنسور باد که با یک سرووموتور در ارتباط است، استفاده می‌کنند. بیشتر این توربین‌های بادی، با استفاده از یک جعبه‌دنده، سرعت چرخش کُند پره‌ها را به سرعت بیشتری برای ژنراتور تبدیل می‌کنند.
توربین‌های بادی امروزی
توربین‌های بادی که امروزه در نیروگاه‌های بادی برای تولید تجاری برق مورد استفاده قرار می‌گیرند، معمولاً سه-پره بوده و با استفاده از سامانه‌های کنترل رایانه‌ای در جهت وزش باد قرار می‌گیرند. البته توربین‌های باد با دو پره و حتی یک پره هم استفاده می‌شوند. پره‌های این توربین‌ها، معمولاً طولی بین ۲۰ تا ۴۰ متر و حتی بیشتر و سرعت دورانی حدود ۱۰ تا ۲۲ دور بر دقیقه دارند. اگر طول پرهٔ یک توربین بادی، ۴۰ متر بوده و با سرعت ۲۰ دور بر دقیقه دوران کند، سرعت خطی نوک پره‌های آن، حدود ۸۴ متر بر ثانیه (۳۰۲ کیلومتر بر ساعت) خواهد بود. برجی که پره‌ها بر بالای آن نصب می‌شوند، به صورت لولهٔ فولادی و به ارتفاع ۶۰ تا ۹۰ متر است. معمولاً با استفاده از جعبه‌دنده، سرعت چرخش محور افزایش داده می‌شود، ولی در برخی از طراحی‌ها، محور با همان سرعت یک ژنراتور حلقوی را می‌چرخاند. برخی از مدل‌های توربین بادی، در سرعت ثابت کار می‌کنند ولی توربین‌های با سرعت متغیر انرژی بیشتری می‌توانند تولید کنند؛ که به واسطه نیروی لیفت و دراگ پره‌ها به حرکت در می‌آیند.
پره‌های توربین بادی برای کاهش نیروی پسار و گشتاور لختی به شکل هوابُر و از جنس آلومینیوم به همراه ماده کامپوزیت ساخته می‌شوند و غالباً سه‌پره هستند تا ریپل گشتاور کمتری ایجاد کنند.

### توربین بادی با محور عمودی

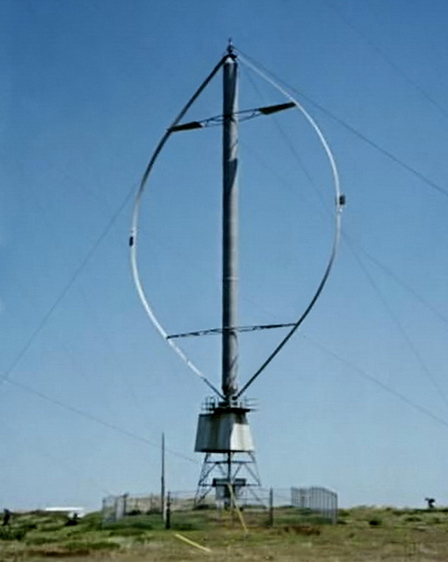
یک توربین بادی با محور عمودی از نوع داریوس در جزایر مگدانل، کانادا

در توربین‌های بادی با محور عمودی (به انگلیسی: Vertical Axis Wind Turbine) که به اختصار VAWT نامیده می‌شود، روتور اصلی به‌صورت عمودی قرار می‌گیرد. مهم‌ترین برتری این نوع از توربین‌های بادی آن است که نیازی به تنظیم جهت قرارگیری نسبت به جهت وزش باد ندارند. این نکته در مکان‌هایی که جهت وزش باد خیلی متغیر است، مثلاً در بالای ساختمان‌های مسکونی، یک امتیاز به‌شمار می‌رود. مهم‌ترین عیب این نوع توربین‌ها، کم‌بودن سرعت دورانی آن‌ها و در نتیجه زیاد بودن گشتاور و هزینهٔ بیشتر سیستم انتقال قدرت، بارگذاری دینامیکی زیاد پره‌ها و همچنین پیچیدگی زیاد طراحی و تحلیل ایرفویل پره‌ها پیش از ساخت پیش‌نمونه (پروتوتایپ) است. با توجه به عمودی بودن محور، جعبه‌دنده و ژنراتور می‌توانند در نزدیکی زمین قرار گیرند که این موضوع دسترسی به این تجهیزات را برای نگهداری و تعمیر آسان‌تر می‌کند.
توربین‌های بادی با محور عمودی به شکل‌های مختلفی ساخته می‌شوند. دو نوع عمدهٔ آنها، توربین‌های داریوس و ساوونیوس هستند.

### توربینهای بادی چگونه کار می‌کنند؟
توربین‌های بادی انرژی جنبشی باد را به توان مکانیکی تبدیل می‌نمایند و این توان مکانیکی از طریق شفت به ژنراتور انتقال پیدا کرده و در نهایت انرژی الکتریکی تولید می‌شود. توربین‌های بادی بر اساس یک اصل ساده کار می‌کنند. انرژی باد دو یا سه پره‌ای را که بدور روتور توربین بادی قرار گرفته‌اند را بچرخش درمی‌آورد. روتور به یک شفت مرکزی متصل می‌باشد که با چرخش آن ژنراتور نیز به چرخش درآمده و الکتریسیته تولید می‌شود.
توربین‌های بادی بر روی برج‌های بلندی نصب شده‌اند تا بیشترین انرژی ممکن را دریافت کنند بلندی این برج‌ها به ۳۰ تا ۴۰ متر بالاتر از سطح زمین می‌رسند. توربین‌های بادی در بادهایی با سرعت کم یا زیاد و در طوفان‌ها کاملاً مفید می‌باشند

## طراحی و ساخت توربین‌های بادی
برای تعیین ارتفاع بهینهٔ برج، سیستم کنترلی، تعداد و شکل پره‌ها از شبیه‌سازی‌های آیرودینامیکی استفاده می‌شود.
توربین‌های با محور افقی متداول، به سه بخش اصلی تقسیم می‌شوند:
1. بخش روتور، که تقریباً ۲۰٪ قیمت توربین باد را به خود اختصاص داده و شامل پره‌های تبدیل‌کنندهٔ انرژی باد به انرژی جنبشی دورانی با سرعت کم می‌شود.
2. بخش ژنراتور که حدوداً ۳۴٪ هزینهٔ توربین باد بوده و شامل مولد الکتریکی، تجهیزات کنترلی و جعبه‌دنده برای افزایش سرعت دورانی محور توربین می‌شود.
3. بخش تکیه‌گاهی که در بر گیرندهٔ ۱۵٪ قیمت توربین بوده و شامل برج و مکانیزم جهت‌دهی روتور نسبت به جهت وزش باد می‌شود.

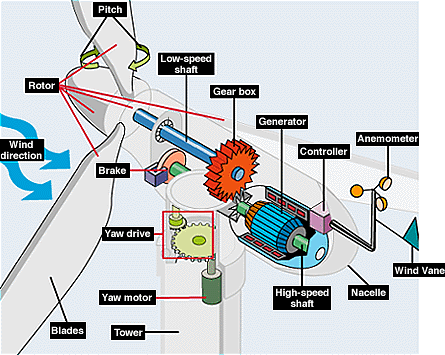
اجزای مختلف یک توربین بادی مدرن با محور افقی

### اجزای تشکیل دهنده توربین بادی
1. باد سنج (Anemometer): این وسیله سرعت باد را اندازه گرفته و اطلاعات حاصل از آن را به کنترل‌کننده‌ها انتقال می‌دهد.
2. پره‌ها (Blades): بیشتر توربین‌ها دارای دو یا سه پره می‌باشند. وزش باد بر روی پره‌ها باعث بلند کردن و چرخش پره‌ها می‌شود.
3. ترمز (Brake): از این وسیله برای توقف موتور در مواقع اضطراری استفاده می‌شود. عمل ترمز کردن می‌تواند به صورت مکانیکی، الکتریکی یا هیدرولیکی انجام گیرد.
4. کنترلر (Controller): کنترلرها وقتی که سرعت باد به ۸ تا ۱۶ mph می‌رسد ما شین را، راه‌اندازی می‌کنند و وقتی سرعت از ۶۵ mph بیشتر می‌شود دستور خاموش شدن ماشین را می‌دهند. این عمل از آن جهت صورت می‌گیرد که توربین‌ها قادر نیستند زمانی که سرعت باد به ۶۵ mph می‌رسد حرکت کنند زیرا ژنراتور به سرعت به حرارت بسیار بالایی خواهد رسید.
5. گیربکس (Gear box): چرخ دنده‌ها به شفت سرعت پایین متصل هستند و آن‌ها از طرف دیگر همان‌طور که در شکل مشخص شده به شفت با سرعت بالا متصل می‌باشند و افزایش سرعت چرخش از ۳۰ تا ۶۰ rpm به سرعتی حدود ۱۲۰۰ تا ۱۵۰۰ rpm را ایجاد می‌کنند. این افزایش سرعت برای تولید برق توسط ژنراتور الزامیست. هزینه ساخت گیربکس‌ها بالاست درضمن گیربکس‌ها بسیار سنگین هستند. مهندسان در حال انجام تحقیقات گسترده‌ای می‌باشند تا درایوهای مستقیمی کشف نماید و ژنراتورها را با سرعت کمتری به چرخش درآورند تا نیازی به گیربکس نداشته باشند.
6. ژنراتور (Generator): که وظیفه آن تولید برق متناوب می‌باشد و بیشتر از نوع ژنراتور‌های القایی می‌باشد.
7. شفت با سرعت بالا (High-speed shaft): که وظیفه آن به حرکت درآوردن ژنراتور می‌باشد.
8. شفت با سرعت پایین (Low-speed shaft): روتور حول این محور چرخیده و سرعت چرخش آن ۳۰ تا ۶۰ دور در دقیقه می‌باشد.
9. روتور (Rotor): بال‌ها و هاب به روتور متصل هستند.
10. برج (Tower): برج‌ها از فولادهایی که به شکل لوله درآمده‌اند ساخته می‌شوند. توربین‌هایی که بر روی برج‌هایی با ارتفاع بیشتر نصب شده‌اند انرژی بیشتری دریافت می‌کنند.
11. جهت باد (Wind direction): توربین‌هایی که از این فناوری استفاده می‌کنند در خلاف جهت باد نیز کار می‌کنند در حالی که توربین‌های معمولی فقط جهت وزش باد به پره‌های آن باید از روبرو باشد.
12. باد نما (Wind vane): وسیله‌ای است که جهت وزش باد را اندازه‌گیری می‌کند و کمک می‌کند تا جهت توربین نسبت به باد در وضعیت مناسبی قرار داشته باشد.
13. درایو انحراف (Yaw drive): وسیله ایست که وضعیت توربین را هنگامیکه باد در خلاف جهت می‌وزد کنترل می‌کند و زمانی استفاده می‌شود که قرار است روتور در مقابل وزش باد از روبرو قرار گیرد اما زمانی که باد در جهت توربین می‌وزد نیازی به استفاده از این وسیله نمی‌باشد.
14. موتور انحراف (Yaw motor): برای به حرکت درآوردن درایو انحراف مورد استفاده قرار می‌گیرد.

## مزایا و معایب توربین بادی

### توربین عمودی

#### مزایا توربین‌های عمودی
- از مزایای این نوع توربین عمودی نسبت به توربین‌های بادی محور افقی، عدم حساسیت به جهت باد و آشفتگی آن می‌باشد (این نکته در مکان‌هایی که جهت وزش باد خیلی متغیر است، مثلاً در بالای ساختمان‌های مسکونی، یک امتیاز به‌شمار می‌رود).
- عملکرد مناسب و کارا هنگام وزش بادهای مغشوش و گردابه‌ای
- توربین بادی محور عمودی می‌تواند در فاصله‌ای نزدیکتر به زمین نصب شود و جعبه‌دنده و ژنراتور در نزدیکی زمین قرار می‌گیرند که این موضوع سبب امنیت و ارزانی بیشتر در ساخت و نگهداری و تعمیر آسان‌تر آن می‌شود و همچنین برج یا دکل نیاز به پشتیبانی آن ندارد.
- از آنجا که نوک پره‌ها در این نوع توربین‌ها به محور دوران نزدیکتر است، سر و صدای کمتری نسبت به توربین محور افقی تولید می‌کنند و حجم و اندازه کمتر آن‌ها، برخوردهای محیطی را نیز کاهش می‌دهد.

#### معایب توربین‌های عمودی
- مشکل اصلی این نوع توربین‌ها، ایجاد نیروی مخالف نسبت به بادی که به پره دیگر می‌وزد، است پس بازدهی انفرادی کمتر آن‌ها در مقایسه با توربین‌های افقی و گشتاور تکانی (لنگر) که در طول هر دوره تناوب تولید می‌شود؛ کمتر است.
- نصب توربین‌های محور عمودی روی برج‌ها سخت است؛ بدین معنی که آن‌ها باید در جریان‌های هوایی آهسته‌تر، با اغتشاش بیشتر و نزدیک زمین با بازده استخراج انرژی پایین‌تر عمل کنند.
- به دلیل کم بودن سرعت دورانی پره‌ها، گشتاور زیاد است.
- هزینهٔ بالای طراحی و تحلیل ایرفویل پره‌ها از دیگر مسایل است. جبران بازده کمتر توربین‌های محور عمود از طریق چیدمان فشرده‌تر آن‌ها و طراحی جدید امکان‌پذیر است. مسئله خستگی سازه نیز با قابلیت پیش‌بینی دقیق‌تر بارهای آیرودینامیکی تا حد زیادی قابل بر طرف شدن است.

### توربین افقی

#### مزایای توربین افقی
- تیغه‌ها به سمت مرکز گرانش توربین اند که به ثبات آن کمک می‌کند.
- تیغه‌ها برای قرارگیری در بهترین زاویه قابلیت پیچ و تاب دارند
- با پیچ کردن تیغه‌ها به روتور آسیب‌ها در طوفان به حداقل می‌رسد.
- بلندی برج این امکان را می‌دهد تا دسترسی به بادهای شدید و قوی بیشتر شود.
- قابل استفاده در زمین‌های ناهموار و دور از ساحل بیشتر آن‌ها شروع خودکار دارند.

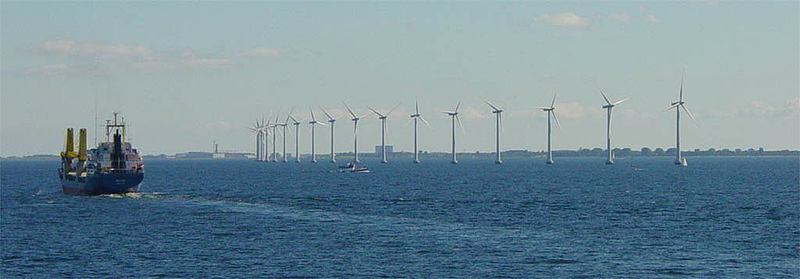
نیروگاه بادی دریایی در نزدیکی کپنهاگ، دانمارک

#### معایب توربین افقی
- کارکرد سخت در نزدیک سطح زمین
- سختی درحمل و نقل
- مشکل در نصب و راه‌اندازی
- در مجاورت رادار تحت تأثیر قرار می‌گیرد
- تعمیر و نگهداری آن سخت است

### آلودگی صوتی توربین‌های بادی
کسانی که در محل‌های نزدیک به توربین‌های بادی سکونت دارند، همیشه از صدای مخصوص چرخش پره‌ها و صدای آزار دهنده چرخ دنده توربین‌ها و ژنراتورها، که آرامش آن‌ها را برهم می‌زند، گلایه می‌کنند. توربین‌های بادی در سال‌های اخیر بسیار کم سر و صداتر از نمونه‌های قدیمی تر هستند. اکنون صدای پره توربین‌های بادی از فاصله بیش از ۲۰۰ متری قابل شنیدن نیست. مهندسین بر این باورند که توربین‌های بادی مدرن امروزی دیگر پر سر و صدا و آزار دهنده نیستند.

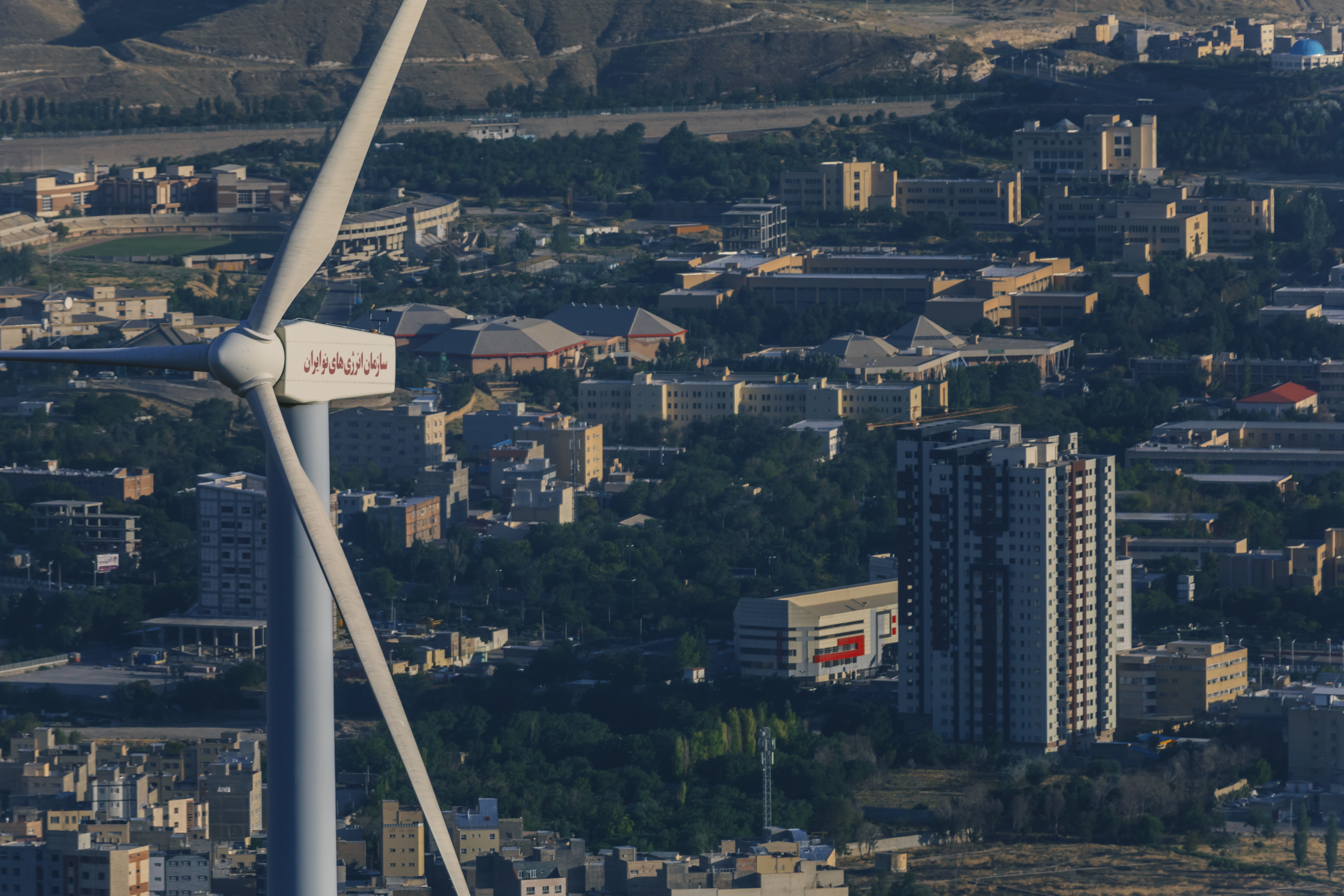
توربین بادی در کوه‌های مشرف به کلانشهر شهر تبریز

## توربین‌های بادی در ایران
در سال ۲۰۰۴ میلادی تنها ۲۵ مگاوات از ۳۳٫۰۰۰ مگاوات برق تولید شده در ایران با استفاده از انرژی بادی تولید شده بود. در سال ۲۰۰۶ میلادی سهم برق تولید شده در ایران با استفاده از انرژی بادی ۴۵ مگاوات بود (رتبه سی ام در دنیا) که به نسبت سال ۲۰۰۵ رشد چهل درصدی را نشان می‌داد. در سال ۲۰۰۸ میلادی نیروگاه بادی منجیل (در استان گیلان) و بینالود (در استان خراسان رضوی)، ظرفیت ۸۲ مگاوات برق را داشته‌اند. ظرفیت برق بادی در ایران در سال ۲۰۰۹ میلادی ۱۳۰ مگاوات بوده‌است. مزرعه بادی کهک از جدیدترین نیروگاه‌های بادی ایران است که با ظرفیت کنونی ۲۰ مگاوات بهره‌برداری می‌شود و بناست تا ظرفیت آن به ۱۰۰ مگاوات برسد.

## توربین‌های بادی کوچک
توربین‌های بادی کوچک بیشتر در قایق‌ها مورد استفاده قرار می‌گیرند و ممکن است تنها حدود ۵۰ وات توان داشته باشند. آزمایشگاه ملی انرژی‌های تجدیدپذیر وزارت انرژی آمریکا، توربین‌های بادی با توان کمتر از ۱۰۰ کیلووات را توربین بادی کوچک تعریف می‌کند.
در این توربین‌ها، معمولاً ژنراتور به‌صورت مستقیم (بدون جعبه‌دنده) به روتور متصل شده و خروجی جریان مستقیم ایجاد می‌کند. همچنین برای تعیین جهت باد، معمولاً از یک بادنما استفاده می‌کنند.

## رکوردها

### بیشترین توان
توربین مدل E-۱۲۶ شرکت آلمانی انرکون با توان نامی ۷٫۵۸ مگاوات، بزرگ‌ترین توربین بادی جهان از نظر توان تولیدی است. ارتفاع کلی این توربین، ۱۹۸ متر و طول پره‌های آن ۱۲۶ متر است.
شرکت‌های مختلفی در حال کار بر روی توربین بادی با توان ۱۰ مگاوات هستند، ولی هنوز چنین توربین بادی ساخته نشده‌است.

### بزرگ‌ترین مساحت جاروب‌شده
بلندترین پره‌ها و در نتیجه بیشترین مساحت جاروب‌شده مربوط به توربین باد ۴٫۵ مگاواتی است که در ساراگوسای اسپانیا نصب شده‌است. طول پره‌های این توربین باد، ۱۲۸ متر است.

### بلندترین
بلندترین توربین بادی جهان، توربین بادی است که در لاسو، در ایالت براندنبورگ آلمان نصب شده‌است. محور این توربین در ارتفاع ۱۶۰ متری از سطح زمین قرار گرفته و نوک پره‌های آن تا ارتفاع ۲۰۵ متر می‌رسند. این توربین، تنها توربین بادی جهان است که بیش از ۲۰۰ متر ارتفاع دارد.

### بزرگ‌ترین توربین بادی با محور عمودی
توربین Éole در یک نیروگاه بادی در کِبک کانادا بزرگ‌ترین توربین بادی با محور عمودی در دنیا است. این توربین بادی، ۱۱۰ متر ارتفاع و ۳٫۸ مگاوات توان دارد.

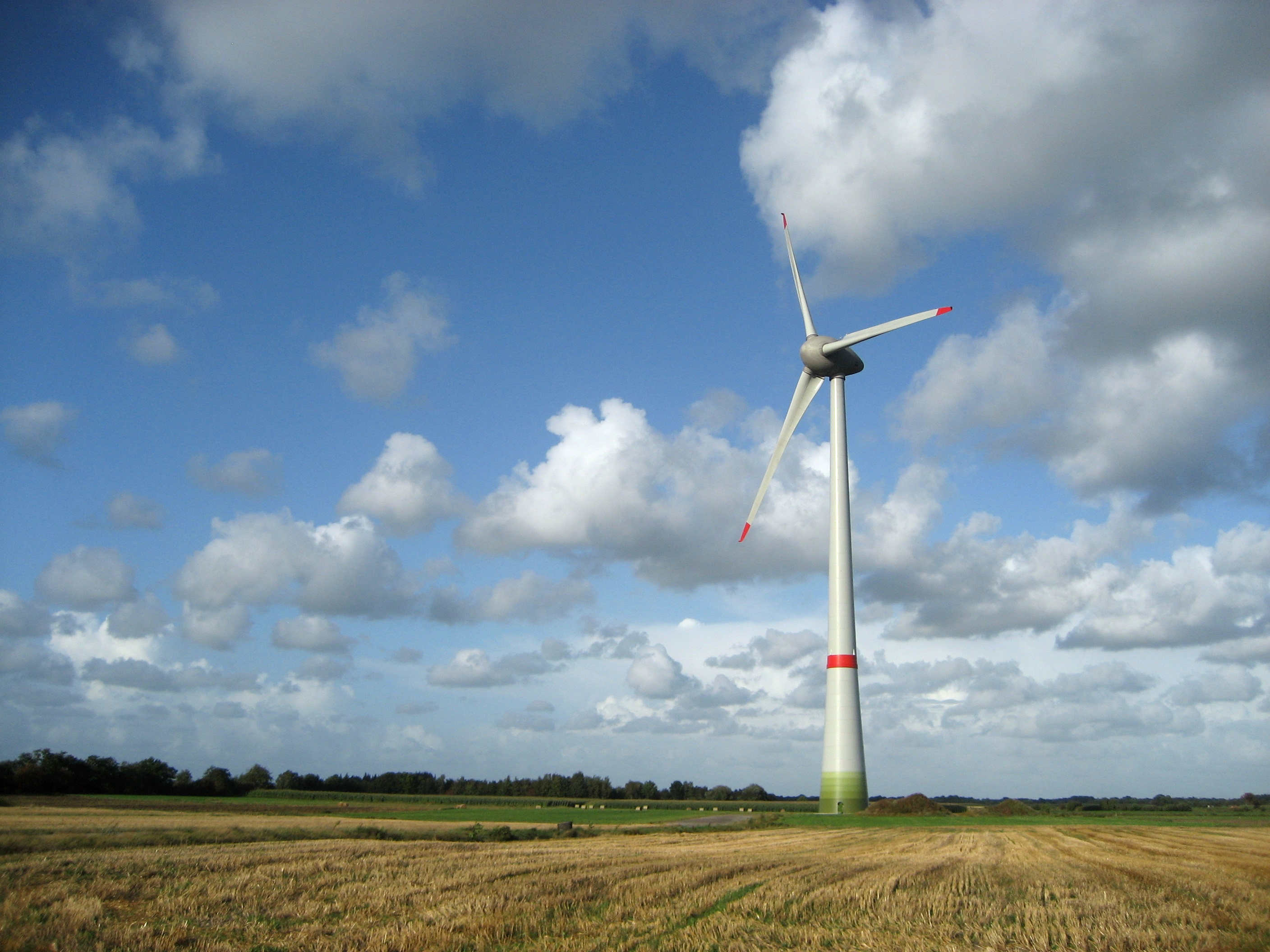
توربین بادی انرکون E-۱۲۶، بیشترین توان تولید برق
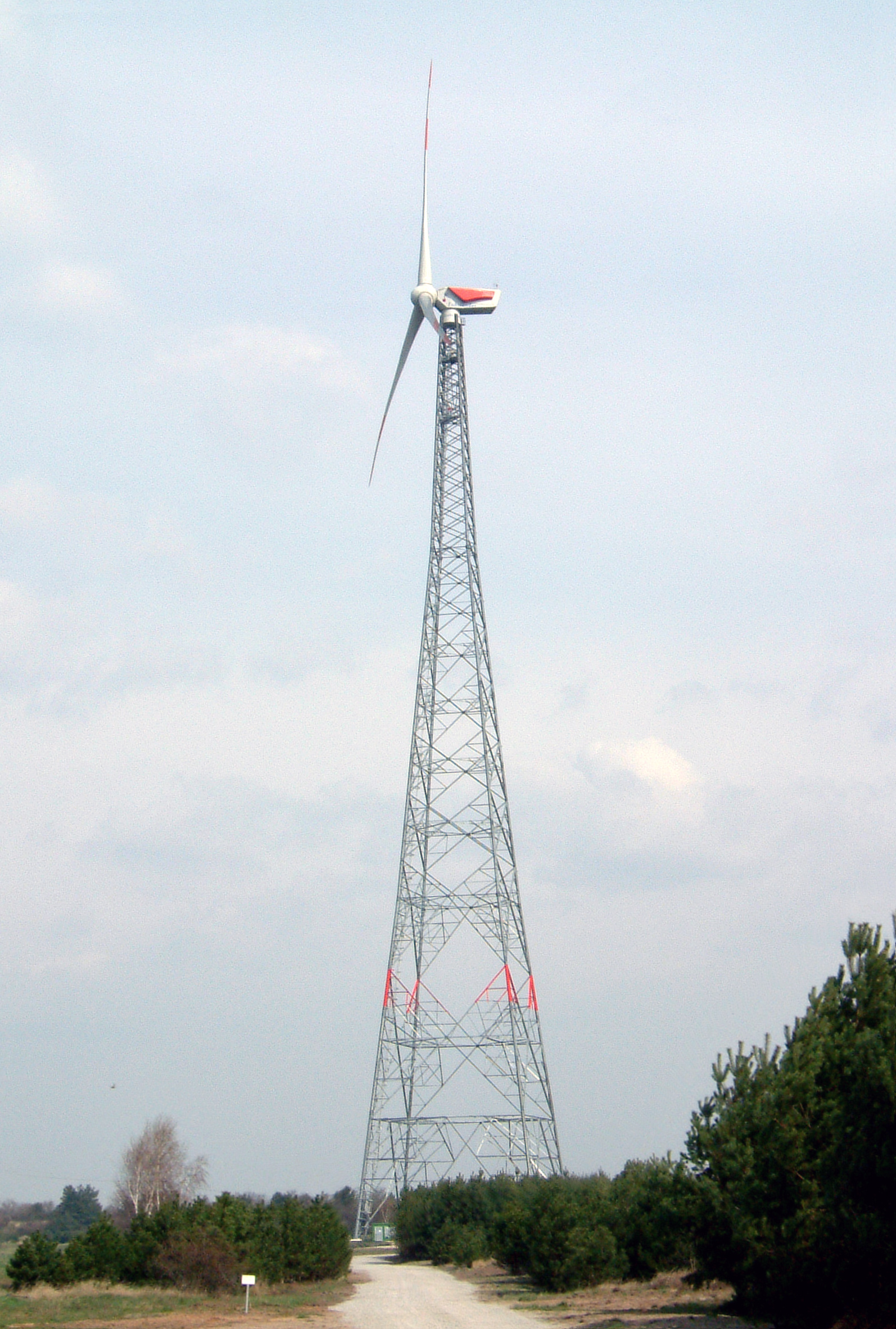
توربین بادی لاسو، بلندترین توربین باد دنیا
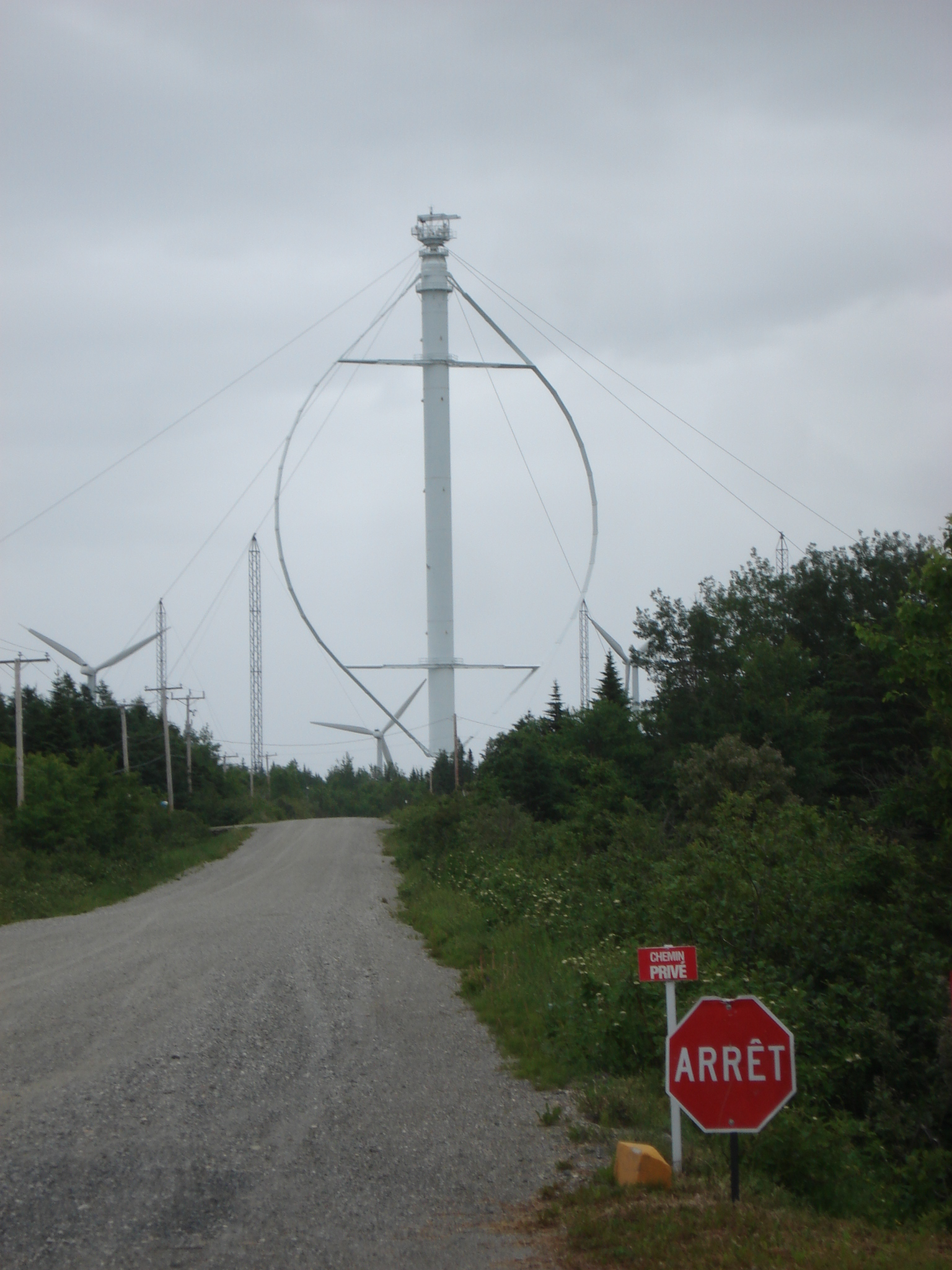
توربین بادی Éole در کِبک کانادا، بزرگ‌ترین توربین باد با محور عمودی

## مزارع بادی و محیط زیست
هر چند نیروی باد یک منبع انرژی سالم و غیر آلاینده محیط زیست به‌شمار می‌رود، اما احداث یک مزرعه بادی می‌تواند لطمه شدیدی به محیط زیست وارد کند. برای عملیات پی‌ریزی و استقرار برجک‌های پایه توربین‌های بادی باید گودال‌هایی به عمق ۵۰ متر حفر شود. اگر منطقه مورد نظر پوشیده از تخته سنگ‌های عظیم باشد، در آن صورت برای تسطیح زمین و متلاشی کردن سنگ‌ها از دینامیت هم استفاده می‌شود.
بعضی اوقات حفر کردن گودال‌هایی چنین عمیق در دل زمین، در شرایط اکوسیستم منطقه به شدت تأثیر می‌گذارد و گونه‌های گیاهی که در آن ناحیه از این به بعد رشد می‌کنند کاملاً متفاوت از گونه‌های گیاهی خواهند بود که پیش از احداث این تأسیسات در منطقه رشد می‌کردند. هم چنین احداث جاده به منظور دسترسی به محل توربین‌های بادی موجب نابودی بسیاری از زیستگاه‌های حیات وحش می‌شود؛ مثلاً در یورکشایر انگلستان، زیستگاه‌های باتلاقی که گونه‌های بسیار نادری از انواع جانداران را در خود جای داده‌اند، به واسطه احداث توربین‌های بادی این منطقه، در خطر نابودی قرار گرفته‌اند.

## توربین‌های بادی محور افقی
| مگاوات     | نام                      | طراحی‌کننده           | تاریخ عرضه | Offshore | مساحت جاروب m۲        | قطر روتور (متر)  | ارتفاع مرکز (متر)       | Geared |
| ---------- | ------------------------ | -------------------- | ---------- | -------- | --------------------- | ---------------- | ----------------------- | ------ |
| 8.0 MW     | V164-8.0 MW              | وستاس                | 2015 Q1    | x        | ۲۱٬۱۲۴                | ۱۶۴              | ۱۰۵                     | x      |
| 7.580 MW   | E-126                    | انرکون               | ۲۰۱۱       | -        | ۱۲٬۶۶۸                | ۱۲۷              | ۱۳۵                     | -      |
| 6.0 MW     | SWT-6.0-154              | زیمنس انرژی بادی     | ۲۰۱۲       | both     | ۱۸٬۶۰۰                | ۱۵۴              | Site-specific           | -      |
| 6.0 MW     | SL6000                   | سینوول               | ۲۰۱۱       | -        | ۱۲٬۸۶۸                | ۱۲۸              |                         | x      |
| 5.0 MW     | SL5000                   | سینوول               | ۲۰۱۰       | -        | ۱۲٬۸۶۸                | ۱۲۸              |                         | x      |
| 5.0 MW     | G128-5.0 MW              | گامسا                | ۲۰۱۳       | x        | ۱۲٬۸۶۸                | ۱۲۸              | ۸۰–۹۴                   | x      |
| 4.5 MW     | G136-4.5 MW              | گامسا                | ۲۰۱۱       | -        | ۱۴٬۵۲۷                | ۱۳۶              | ۱۲۰                     | x      |
| 4.5 MW     | G128-4.5 MW              | گامسا                | ۲۰۱۲       | -        | ۱۲٬۸۶۸                | ۱۲۸              | ۸۱، ۱۲۰، ۱۴۰            | x      |
| 4.1 MW     | ۴٫۱–۱۱۳                  | جی‌ای انرجی           |            | x        | ۹٬۹۴۰                 | ۱۱۳              |                         | -      |
| 3.6 MW     | SWT-3.6-120              | زیمنس انرژی بادی     | ۲۰۱۰       | -        | ۱۱٬۳۰۰                | ۱۲۰              | ۹۰                      | x      |
| 3.6 MW     | SWT-3.6-107              | زیمنس انرژی بادی     | ۲۰۰۴       | both     | ۹٬۰۰۰                 | ۱۰۷              | ۸۰                      | x      |
| 3.05 MW    | E-101                    | انرکون               | ?          | -        | ۸٬۰۱۲                 | ۱۰۱              | ۹۹, ۱۳۵, ۱۴۹            | -      |
| 3.0 MW     | UP100DD                  | Guodian United Power | ?          | -        |                       | ۱۰۰              |                         | -      |
| 3.0 MW     | UP100DF                  | Guodian United Power | ?          | -        |                       | ۱۰۰              |                         | x      |
| 3.0 MW     | SWT-3.0-113              | زیمنس انرژی بادی     | ?          | -        | ۱۰٬۰۰۰                | ۱۱۳              | ۷۹٫۵–۱۴۲٫۵              | -      |
| 3.0 MW     | SWT-3.0-108              | زیمنس انرژی بادی     | ?          | -        | ۹٬۱۵۰                 | ۱۰۸              | ۷۹٫۵–۹۹٫۵               | -      |
| 3.0 MW     | SWT-3.0-101              | زیمنس انرژی بادی     | ?          | -        | ۸٬۰۰۰                 | ۱۰۱              | ۷۴٫۵–۹۹٫۵               | -      |
| 3.0 MW     | V112-3.0 MW              | وستاس                | ?          | -        | ۹٬۸۵۲                 | ۱۱۲              | ۸۴، ۹۴، ۱۱۹             | x      |
| 3.0 MW     | V112-3.0 MW Offshore     | وستاس                | ?          | x        | ۹٬۸۵۲                 | ۱۱۲              | site specific           | x      |
| 3.0 MW     | V90-3 MW                 | وستاس                | ۲۰۰۳       | -        | ۶٬۳۶۲                 | ۹۰               | ۸۰، ۹۰، ۱۰۵             | x      |
| 3.0 MW     | V90-3.0 MW Offshore      | وستاس                | ۲۰۰۳       | x        | ۶٬۳۶۲                 | ۹۰               | site specific           | x      |
| 3.0 MW     | E-82 E3, E4              | انرکون               | ?          | -        | ۵٬۲۸۱                 | ۸۲               | ۷۸، ۸۵، ۹۸، ۱۰۸، ۱۳۸    | -      |
| 3.0 MW     | SCD 3.0 MW               | مینگ یانگ            | ?          | -        | ۶٬۶۴۴، ۷٬۸۵۰          | ۹۲، ۱۰۰، ۱۰۸     | ۷۵، ۸۵، ۹۰، ۱۰۰         | x      |
| 3.0 MW     | SL3000                   | سینوول               | ۲۰۱۰       | -        | ۱۰٬۰۳۸٫۷              | ۱۱۳٫۳            | ۹۰                      | x      |
| 2.75 MW    | ۲٫۷۵–۱۰۳                 | جی‌ای انرجی           | ?          | -        |                       | ۱۰۳              | ۸۵، ۹۸٫۳                | x      |
| 2.75 MW    | ۲٫۷۵–۱۰۰                 | جی‌ای انرجی           | ?          | -        |                       | ۱۰۰              | ۸۵, ۹۸٫۳                | x      |
| 2.6 MW     | V100-2.6 MW              | وستاس                | ?          | -        | ۷٬۸۵۴                 | ۱۰۰              |                         | x      |
| 2.5 MW     | E-115                    | انرکون               | ?          | -        | ۱۰٬۳۸۷                | ۱۱۵              | ۹۲٫۵–۱۴۹                | -      |
| 2.5 MW     | GW 109                   | گلد ویند             | ?          | -        | ۹٬۳۹۹                 | ۱۰۹              | ۱۰۰                     | -      |
| 2.5 MW     | GW 106                   | گلد ویند             | ?          | -        | ۸٬۸۲۴                 | ۱۰۶              | ۱۰۰                     | -      |
| 2.5 MW     | GW 100                   | گلد ویند             | ?          | -        | ۷٬۸۲۳                 | ۱۰۰              | ۱۰۰                     | -      |
| 2.5 MW     | GW 90                    | گلد ویند             | ?          | -        | ۶٬۳۶۲                 | ۹۰               | ۸۰                      | -      |
| 2.5 MW     | SCD 2.5 MW               | مینگ یانگ            | ?          | -        | ۶٬۶۴۴, ۷٬۸۵۰          | ۹۲, ۱۰۰, ۱۰۸     | ۷۵, ۸۵, ۹۰, ۱۰۰         | x      |
| 2.35 MW    | E-92                     | انرکون               | ?          | -        | ۶٬۶۴۸                 | ۹۲               | ۸۵, ۹۸, ۱۰۴, ۱۰۸, ۱۳۸   | -      |
| 2.3 MW     | E-82 E2                  | انرکون               | ?          | -        | ۵٬۲۸۱                 | ۸۲               | ۷۸, ۸۵, ۹۸, ۱۰۸, ۱۳۸    | -      |
| 2.3 MW     | E-70                     | انرکون               | ?          | -        | ۳٬۹۵۹                 | ۷۱               | ۵۷، ۶۴، ۷۴، ۸۵، ۹۸، ۱۱۳ | -      |
| 2.3 MW     | SWT-2.3-113              | زیمنس انرژی بادی     | ?          | -        | ۱۰٬۰۰۰                | ۱۱۳              | ۹۹٫۵                    | -      |
| 2.3 MW     | SWT-2.3-108              | زیمنس انرژی بادی     | ?          | -        | ۹٬۱۴۴                 | ۱۰۸              | ۸۰                      | x      |
| 2.3 MW     | SWT-2.3-101              | زیمنس انرژی بادی     | ?          | -        | ۸٬۰۰۰                 | ۱۰۱              | ۸۰                      | x      |
| 2.3 MW     | SWT-2.3-93               | زیمنس انرژی بادی     | ?          | -        | ۶٬۸۰۰                 | ۹۳               | ۸۰                      | x      |
| 2.3 MW     | SWT-2.3-82 VS            | زیمنس انرژی بادی     | ?          | -        | ۵٬۳۰۰                 | ۸۲٫۴             | ۸۰                      | x      |
| 2.25 MW    | S88 MARK II DFIG 2.25 MW | سوزلون انرژی         | ۲۰۱۱       | -        | ۶٬۰۸۲                 | ۸۸               | ۸۰                      | x      |
| 2.1 MW     | S9X (S95, S97)           | سوزلون انرژی         | ?          | -        | ۷٬۰۸۵، ۷٬۳۸۶          | ۹۵، ۹۷           | ۸۰، ۹۰، ۱۰۰             | x      |
| 2.1 MW     | S88-2.1 MW               | سوزلون انرژی         | ?          | -        | ۶٬۰۸۲                 | ۸۸               | ۸۰                      | x      |
| 2.0 MW     | E-82 E2                  | انرکون               | ?          | -        | ۵٬۲۸۱                 | ۸۲               | ۷۸، ۸۵، ۹۸، ۱۰۸، ۱۳۸    | -      |
| 2.0 MW     | G114-2.0 MW              | گامسا                | ۲۰۱۳       | -        | ۱۰٬۲۰۷                | ۱۱۴              | ۹۳، ۱۲۰، ۱۴۰            | x      |
| 2.0 MW     | G97-2.0 MW               | گامسا                | ۲۰۱۰       | -        | ۷٬۳۹۰                 | ۹۷               | ۷۸، ۹۰                  | x      |
| 2.0 MW     | G90-2.0 MW               | گامسا                | ۲۰۰۵       | -        | ۶٬۳۶۲                 | ۹۰               | ۶۷، ۷۸، ۱۰۰             | x      |
| 2.0 MW     | G87-2.0 MW               | گامسا                | ۲۰۰۴       | -        | ۵٬۹۴۵                 | ۸۷               | ۶۷، ۷۸، ۹۰، ۱۰۰         | x      |
| 2.0 MW     | G80-2.0 MW               | گامسا                | ۲۰۰۳       | -        | ۵٬۰۲۷                 | ۸۰               | ۶۰، ۶۷، ۷۸، ۱۰۰         | x      |
| 2.0 MW     | UP96                     | Guodian United Power | ?          | -        |                       | ۹۶٫۴             |                         | x      |
| 1.8/2.0 MW | V100-1.8/2.0 MW          | وستاس                | ?          | -        | ۷٬۸۵۴                 | ۱۰۰              | ۸۰، ۹۵                  | x      |
| 1.8 MW     | V100-1.8 MW              | وستاس                | ?          | -        |                       | ۱۰۰              |                         |        |
| 1.8/2.0 MW | V90-1.8/2.0 MW           | وستاس                | ?          | -        | ۶٬۳۶۲                 | ۹۰               | ۸۰–۱۲۵                  | x      |
| 2.0 MW     | V80-2.0 MW               | وستاس                | ?          | -        | ۵٬۰۲۷                 | ۸۰               | ۶۰–۱۰۰                  | x      |
| 1.6 MW     | ۱٫۶–۸۲٫۵                 | جی‌ای انرجی           | ۲۰۰۸       | -        | ۵٬۳۴۶                 | ۸۲٫۵             | ۶۵، ۸۰، ۱۰۰             | x      |
| 1.5 MW     | ۱٫۵–۷۷                   | جی‌ای انرجی           | ۲۰۰۴       | -        | ۴٬۶۵۷                 | ۷۷               | ۶۵، ۸۰                  | x      |
| 1.5 MW     | 1.5s                     | جی‌ای انرجی           | ?          | -        | ۳٬۹۰۴                 | ۷۰٫۵             | ۶۴٫۷                    | x      |
| 1.5 MW     | 1.5i                     | جی‌ای انرجی           | ۱۹۹۶       | -        |                       | ۶۵               |                         | x      |
| 1.5 MW     | GW 87                    | گلد ویند             | ?          | -        | ۵٬۸۹۰                 | ۸۷               | ۷۰، ۷۵، ۸۵، ۱۰۰         | -      |
| 1.5 MW     | GW 82                    | گلد ویند             | ?          | -        | ۵٬۳۲۴                 | ۸۲               | ۷۰, ۷۵, ۸۵, ۱۰۰         | -      |
| 1.5 MW     | GW 77                    | گلد ویند             | ?          | -        | ۴٬۶۵۴                 | ۷۷               | ۶۱٫۵, ۸۵, ۱۰۰           | -      |
| 1.5 MW     | GW 70                    | گلد ویند             | ?          | -        | ۳٬۸۵۰                 | ۷۰               | ۶۵, ۸۵                  | -      |
| 1.5 MW     | UP86                     | Guodian United Power | ?          | -        |                       | ۸۶٫۰۸۶           |                         | x      |
| 1.5 MW     | UP82                     | Guodian United Power | ?          | -        |                       | ۸۲٫۷۶            |                         | x      |
| 1.5 MW     | UP77                     | Guodian United Power | ?          | -        |                       | ۷۷٫۳۶            |                         | x      |
| 1.5 MW     | MY 1.5s                  | مینگ یانگ            | ?          | -        | ۵٬۳۲۰                 | ۸۲٫۶             | ۶۵، ۷۰، ۷۵، ۸۰          | x      |
| 1.5 MW     | MY 1.5se                 | مینگ یانگ            | ?          | -        | ۴٬۳۶۸                 | ۷۷٫۱             | ۶۵, ۷۰, ۷۵, ۸۰          | x      |
| 1.5 MW     | MY 1.5Sh                 | مینگ یانگ            | ?          | -        | ۵٬۳۲۰                 | ۸۲٫۶             | ۶۵, ۷۰, ۷۵, ۸۰          | x      |
| 1.5 MW     | MY 1.5Su                 | مینگ یانگ            | ?          | -        | ۴٬۳۶۸/۵٬۳۲۰           | ۷۷٫۱/۸۲٫۶        | ۶۵, ۷۰, ۷۵, ۸۰          | x      |
| 1.5 MW     | S82-1.5 MW               | سوزلون انرژی         | ?          | -        | ۵٬۲۸۱                 | ۸۲               | ۷۸٫۵                    | x      |
| 1.5 MW     | SL1500/70,77,82          | سینوول               | ?          | -        | ۳٬۸۹۲٫۵، ۴٬۶۵۷، ۵٬۳۹۸ | ۷۰٫۴، ۷۷٫۴، ۸۲٫۹ | ۶۵–۱۰۰                  | x      |
| 1.25 MW    | S66-1.25 MW              | سوزلون انرژی         | ?          | -        | ۳٬۴۲۱                 | ۶۶               | ۷۴٫۵                    | x      |
| 1.25 MW    | S66-1.25 MW              | سوزلون انرژی         | ?          | -        | ۳٬۴۲۱                 | ۶۶               | ۷۴٫۵                    | x      |
| 1.25 MW    | S64-1.25 MW              | سوزلون انرژی         | ?          | -        | ۳٬۲۱۷                 | ۶۴               | ۷۴٫۵                    | x      |
| 0.9 MW     | E-44                     | انرکون               | ?          | -        | ۱٬۵۲۱                 | ۴۴               | ۴۵، ۵۵                  | -      |
| 0.85 MW    | G58-0.85 MW              | گامسا                | ?          | -        | ۲٬۶۸۲                 | ۵۸               | ۴۴، ۵۵، ۶۵، ۷۴          | x      |
| 0.85 MW    | G52-0.85 MW              | گامسا                | ?          | -        | ۲٬۲۱۴                 | ۵۲               | ۴۴، ۵۵، ۶۵              | x      |
| 0.8 MW     | E-53                     | انرکون               | ?          | -        | ۲٬۱۹۸                 | ۵۲٫۹             | ۶۰، ۷۳                  | -      |
| 0.8 MW     | E-48                     | انرکون               | ?          | -        | ۱٬۸۱۰                 | ۴۸               | ۵۰، ۵۵، ۶۰، ۷۶          | -      |
| 0.6 MW     | S52-600KW                | سوزلون انرژی         | ?          | -        | ۲٬۱۲۴                 | ۵۲               | ۷۵                      | x      |

## نمونه‌هایی از بناهایی که در آن‌ها از توربین بادی استفاده شده‌است
در زیر به چند نمونه از موارد استعمال توربین بادی پرداخته شده‌است:

### مرکز تجارت جهانی بحرین
توربین بادی که تاکنون به عنوان یک منبع تأمین انرژی برق در شهرهای بادخیز جایگزین نیروگاه‌ها بوده با ابتکار معمار برجسته شرکت ساختمانی اتکینز (Atkins) در برج تجارت جهانی در بحرین نصب شده تا به عنوان روش جدید تأمین انرژی برق در ساختمان‌های نسل امروز به کار گرفته شود. این برج در قسمتی از ساحل بحرین که سرعت باد در آن بیشتر از مناطق دیگر است، احداث شده‌است.
سه ملخ ۳۰ متری که بین این دو برج قرار دارد، ۱۱۰۰ مگاوات برق در سال برای این ساختمان‌های ۴۲ طبقه تولید می‌کند. طبقات مختلف این برج دیدهای متفاوتی به روز کل جزیره دارد. تحقیقات به منظور طراحی این برج بیش از ۵ سال به طول انجامید.
پیش از ساخته شدن این ساختمان، ابهامات زیادی وجود داشت. سر و صدای ناشی از چرخیدن توربین‌ها برای ساکنان ساختمان، فشار با بار توربین‌ها به دو ساختمانی که قرار است این توربین‌ها در جایگاه پل، آن‌ها را به هم وصل کند، تأثیر رعد و برق و حرکت پرندگان بر حرکت توربین و ده‌ها نکتهٔ دیگر که فهرست آن به ۲۰۰ مورد رسیده بود. همهٔ این سناریوها با در نظر گرفتن مسائل خطر و ریسک ناشی از آن مورد بررسی قرار گرفت.
تحقیقات نشان می‌دهد که نزدیک به ۷۰٪ از بادهایی که از خلیج فارس به ساحل بحرین می‌وزد، در حد فاصل ۶۰ درجه‌ای ساحل فرود می‌آید. به همین دلیل قرار شد این ساختمان به صورت مجموعه‌ای از دو سازهٔ موازی ساخته شود که توربین‌های بادی مانند پلی این دو بازو را به هم متصل کند.
در این توربین‌ها لنزهایی کار گذاشته شده که وقتی نزدیک شدن یک شیء مانند پرنده یا وجود رعد و برق را تشخیص می‌دهد، دستور خاموش شدن خودکار توربین‌ها صادر می‌کند. صدای توربین‌ها هم با دستگاه کنترل صوتی که درون آن‌ها کار گذاشته شده، تا حد زیادی کنترل می‌شود.
هر کدام از این سه توربین ۲۲۵ کیلووات برق تولید می‌کنند که در مجموع ظرفیت تولید برق آن‌ها به ۶۷۵ کیلووات می‌رسد. محاسبات نشان می‌دهد که این توربین‌ها ۱۰ تا ۱۵ درصد از نیاز این ساختمان به انرژی را تأمین می‌کند. معلوم نیست که عمر این توربین‌ها چقدر خواهد بود اما سازندگان آن می‌گویند که چون از نظر جغرافیایی این ساختمان در مکانی واقع شده که سازه‌ای در اطراف آن نیست و باد تمیز از این توربین‌ها عبور می‌کند، شاید عمر آن‌ها تا ۲۰ سال برسد.
فاصلهٔ این دو ساختمان در قسمت جلو ۱۲۰متر و در قسمت عقب ۳۰ متر است. به این ترتیب حداکثر میزان باد به این توربین‌ها برخورد می‌کند. طراحی ساختمان‌ها هم به گونه‌ای است که نه تنها سرعت باد را می‌افزاید بلکه جریان آن را به سمت توربین‌ها هدایت می‌کند. سه توربین واقع شده بین این دو ساختمان با یک سرعت می‌چرخند و به همین دلیل جریان برق تولید شده توسط آن‌ها یکسان است.

### برج فانوس دریایی دبی
این برج که توسط گروه مهندسین مشاور اتکینز طراحی شده‌است دارای ۶۶ طبقه به ارتفاع ۴۰۰ متر و زیر بنای ۱۴۰ هزار متر مربع است.
در سمت جنوبی این بنا تعداد ۴۰۰۰ پانل خورشیدی پیش‌بینی شده‌است. ۳ توربین بادی به قطر ۲۹ متر نیز در بخش فوقانی بنا تعبیه شده‌اند. طراحان ادعا دارند که این ساختمان نسبت به دیگر ساختمان‌های مشابه ۶۵٪ انرژی کمتر و ۴۰٪ آب کمتر مصرف خواهد نمود.

### برج رودخانه پرلدر چین
این بنا در گوانگژو چین واقع در یک شهر بندری نیمه گرمسیری با ۶٫۶ میلیون نفر جمعیت در ۱۸۲ کیلومتری هنگ کنگ احداث می‌شود. این برج هم که یکی دیگر از آسمان خراش‌های سبز دنیا با ارتفاع ۳۰۰ متر به‌شمار می‌رود، توسط (SOM: Skidmore, Owings & Merrill) طوری طراحی شده که باد را در طول خود درو می‌کند. در بدنه این ساختمان توربین‌های بادی طراحی شده تا با استفاده از این باد انرژی تولید کند. این برج از دور به یک بال غول پیکر شبیه است که باد را از میان ۶۹ طبقه خود عبور می‌دهد. این ساختمان گرما و سرما را هم درون خود نگاه می‌دارد.
SOM ادعا دارد که مصرف انرژی این ساختمان به دلیل استفادهٔ حداکثری از نور روز در عین پرهیز از نفوذ اشعهٔ ناخواستهٔ خورشید در فضاهای با سامانهٔ تهویهٔ مطبوع و گرم کردن آب گرم مصرفی توسط خورشید به حداقل ممکن می‌رسد.
تهویهٔ دودکشی، خنک‌سازی تابشی سقف و کف و استفاده از شیشه‌های دو جداره با پرده‌های میانی برای سایه اندازی از جمله عوامل خنک‌سازی ساختمان به‌شمار می‌روند که موجب صرفه جویی ۴۰ درصدی نسبت به روش‌های متداول می‌گردد. همچنین در این بنا از روش زمین سرمایی به منظور خنک‌سازی مقدماتی در چیلرها استفاده می‌گردد که این امر موجب کاهش ۳۰ درصدی در ابعاد تأسیسات مورد نیاز می‌گردد.
این ساختمان به گونه‌ای طراحی شده‌است که جریان باد از طریق یک جفت بازشو به سمت طبقات تأسیساتی که گرمایش، سرمایش و تهویهٔ مطبوع ساختمان را از طریق توربین‌های تعبیه شده تأمین می‌کند هدایت می‌شود. انرژی تولید شده توسط توربین‌ها، قابلیت ذخیره شدن در باتری‌هایی که در طبقات تأسیساتی تعبیه شدند را داراست.
از جمله خاصیت‌های طبقات تأسیساتی، مهار کردن ارتعاشات و صدای حاصل از فعالیت توربین‌ها است.